# Werner Merle
Werner Merle (* 13. Februar 1940 in Kusel) ist ein deutscher Rechtswissenschaftler.

## Leben
Nach Abitur 1959 in Kusel und anschließendem Wehrdienst bis zum Rang eines Reserveoffiziers studierte Merle von 1960 bis 1964 Rechtswissenschaften in Heidelberg und Mainz. Nach der Promotion (1967) bei Horst Bartholomeyczik (Marktinformationsverfahren und § 1 GWB) war er zunächst Wissenschaftlicher Assistent und dann Assistenzprofessor (1972–1978) an der Johannes Gutenberg-Universität Mainz. Dort wurde er 1978 mit der Schrift Das Wohnungseigentum im System des Bürgerlichen Rechts habilitiert und war von 1978 bis 1979 Professor. 
Seine anschließende Tätigkeit als Wissenschaftlicher Rat und Professor für Bürgerliches Recht und Zivilprozessrecht an der Westfälischen Wilhelms-Universität Münster (1979–1993) unterbrach er, um die Außenstelle der Konrad-Adenauer-Stiftung in Paris zu leiten (1985–1988). In den Jahren 1991/1992 war Merle Dekan der Rechtswissenschaftlichen Fakultät in Münster. Von 1993 an war er bis zu seinem Ruhestand 2005 Universitätsprofessor und Inhaber des Lehrstuhls für Bürgerliches Recht, Zivilprozess- und Insolvenzrecht an der Universität Potsdam, wo er 1996/1997 Dekan war. Sein Forschungsschwerpunkt liegt insbesondere im Recht des Wohnungseigentums, das er seit 1972 als Mitautor des Bärmann inzwischen in 15 Auflagen kommentiert.
Von 1972 bis 2009 lehrte Merle an der Verwaltungs- und Wirtschaftsakademie Rheinland-Pfalz Privatrecht im Rahmen der berufsbegleitenden Studiengänge. Von 2005 bis 2022 war Merle als Rechtsanwalt in Berlin tätig.
Merle hat während seiner Universitätstätigkeit den internationalen Studentenaustausch gefördert. Seit 1989 hat er gemeinsam mit Otmar Seul von der Universität Paris X vor allem den deutsch/französischen Studiengang Rechtswissenschaft in Kooperation mit und an den beiden beteiligten Fakultäten entwickelt und bis 2005 geleitet. Deutsche und französische Studierende wurden neben dem Studium des nationalen Rechts durch ein Studium an der Partneruniversität auch im Rechts des jeweils anderen Landes ausgebildet, um letztlich in zwei Rechtskulturen zu Hause und den juristischen und sprachlichen Herausforderungen in der Europäischen Union besonders gewachsen zu sein („Potsdamer Modell“). Ferner hat Merle ab 1999 den Studiengang „Deutsches Recht“ an der Universität Szeged in Ungarn zusammen mit Balogh, Elemér an der dortigen Juristischen Fakultät geschaffen und insbesondere auch hier den Studentenaustausch betreut.
Gastprofessuren hatte Merle an der Universität Halle (1990/91), an der Handelshochschule Leipzig (1991), an der Universität Szeged (1999–2001) und an der Universität Paris-Nanterre (1988–2012) inne. Zahlreiche Vortragsreisen führten ihn an japanische Universitäten. An Beratungen zur Schaffung eines neuen Insolvenzrechtes in Russland, ein von der EU gefördertes Forschungsprojekt unter Leitung von Antoine Lyon-Caen (Universität Paris-Nanterre), hat er Ende der 90er Jahre mehrfach in Moskau teilgenommen.
Merle war von 1991 bis 2007 Präsident des Josef-Humar-Instituts e.V., Institut für Wohnungseigentum und Wohnungsrecht in Düsseldorf und von 1996 bis 2014 stellvertretender Präsident des Evangelischer Bundesverband für Immobilienwesen in Wissenschaft und Praxis e.V. (ESWiD) in Nürnberg, heute eid Evangelischer Immobilienverband Deutschland e.V., Berlin. Für das ESWiD hat er jahrzehntelang die jährlich in Fischen stattfindenden Fachgespräche zum Wohnungseigentumsrecht gestaltet und diese lange Jahre auch moderiert.

## Ehrungen
- 1996: Chevalier dans l’Ordre des Palmes Académiques
- 2000: Festschrift für Werner Merle zum 60. Geburtstag, hrsg. von Volker Bielefeld, Wolf-Rüdiger Bub, Michael Drasdo, Hanns Seuß. Berlin-Heidelberg-New York 2000, ISBN 3-540-67107-2.
- 2004: Europaurkunde des Landes Brandenburg
- 2006: Chevalier dans l’Ordre National de la Légion d’honneur
- 2006: Verleihung der Ehrendoktorwürde der Université Paris X Nanterre
- 2010: Festschrift für Werner Merle zum 70. Geburtstag: „Recht des Wohnens – Gestalten mit Weitblick“, hrsg. von Christian Armbrüster, Matthias Becker, Wolf-Rüdiger Bub, Dagmar Reiß-Fechter, Joachim Wenzel. München 2010, ISBN 978-3-406-59992-7.
- 2014: Kronenkreuz in Gold der Diakonie Deutschland

## Schriften (Auswahl)
- Marktinformationsverfahren und § 1 des Gesetzes gegen Wettbewerbsbeschränkungen. Köln 1967, OCLC 19440570.
- Bestellung und Abberufung des Verwalters nach § 26 des Wohnungseigentumsgesetzes. Berlin 1977, ISBN 3-428-03834-7.
- Das Wohnungseigentum im System des Bürgerlichen Rechts. Berlin 1979, ISBN 3-428-04350-2.
- WEG. Gesetz über das Wohnungseigentum und das Dauerwohnrecht. Kommentar von Christian Armbrüster, Matthias Becker, Wolfgang Dötsch, Alfred Göbel, Werner Merle, Wolfgang Schneider, Martin Suilmann. 15. Auflage. München 2023, ISBN 978-3-406-72434-3.

## Herausgeberschaften
- France-Allemagne, Eglises et Société du Concile Vatican II à nos jours. Hg. von Denis Maugenest und Werner Merle, Paris 1988.
- Festschrift für Johannes Bärmann und Hermann Weitnauer. Hg. von Wolf-Rüdiger Bub, Maria Hauger, Werner Merle, Eckhart Pick, Friedrich Schmidt und Hanns Seuss. München 1990.
- Theorie und Praxis. Beiträge zum gesamten Wohnungsrecht. Schriftenreihe des Josef-Humar-Instituts e.V. Düsseldorf. Hg. von Werner Merle und Volker Bielefeld, 1961–2006.
- Potsdamer Rechtswissenschaftliche Reihe. Hg. von Werner Merle, Wolfgang Mitsch und Michael Nierhaus, 1996–2000.
- Zeitschrift für Wohnungseigentumsrecht. Seit 2000 hg. von Werner Merle und Hanns Seuß, ab 2010–2018 von Werner Merle.
- Festschrift für Joachim Wenzel zum 65. Geburtstag. Hg. von Werner Merle, Wolfgang Krüger, Achim Krämer und Heinrich Kreuzer. Partner im Gespräch. Schriftenreihe des ESWiD, Band 71, 2005.
- Festschrift für Hanns Seuß zum 80. Geburtstag. Hg. von Werner Merle im Auftrag des ESWiD. Partner im Gespräch. Schriftenreihe des ESWiD, Band 77, 2007.
- Festschrift für Wolf-Rüdiger Bub zum 60. Geburtstag. Herausgegeben von Peter Derleder, Peter Gauweiler, Werner Merle und E. Schumann. Partner im Gespräch. Schriftenreihe des ESWiD. Band 80, 2007.